# Ruševine crkve sv. Jakova apostola u Cartagu
Ruševine sv. Jakova apostola su kostarikanska kulturna baština, u gradu Cartagu. 
Nekoliko crkvi postojalo je na ovom mjestu od 1575. Prva crkva je oštećena u potresu 1630., a srušena 1656., kada se nova počela graditi, a dovršena je i posvećena 1662. godine. Ova druga crkva imala je dvije kapele, jednu za molitvu, a drugu za pogrebe, a obje su zaštitile mjesne vlasti. 
Godine 1718. teško su oštećene u potresu. Godine 1756. još jedan potres oštetio je crkvu, prisiljavajući mještane na daljnje popravke. Konačno su stradale 2. rujna 1841. u potresu "San Antolín". Godine 1870. bio je posljednji pokušaj obnove ovih crkava. Novu crkvu gradio je je i dizajnirao inženjer Luis Llach s njemačkim arhitektom Franciscom Kurtzom. To je bio jedini primjer romaničkog stila u Kostariki. Izgradnja nikad nije dovršena, potpuno je stala nakon još jednog potresa 1910. Danas je turističko odredište.